# Championnat des Seychelles de football 2018
Navigation
Saison précédente Saison suivante
La saison 2018 de Barclays First Division est la trente-neuvième édition de la première division seychelloise. Les douze équipes engagées s'affrontent en matchs aller et retour au sein d'une poule unique. À la fin du championnat, le dernier du classement est relégué tandis que le onzième doit affronter le vice-champion de D2 en barrage de promotion-relégation.
C'est le club de Côte d'Or FC qui remporte la compétition cette saison après avoir terminé en tête du classement final, avec un seul point d'avance sur le Red Star Defence Forces et deux sur Light Stars FC. Il s'agit du troisième titre de champion des Seychelles de l'histoire du club.

## Les équipes participantes
- Anse Réunion FC
- Saint Michel United
- La Passe FC
- Light Stars FC
- Northern Dynamo
- Saint-Louis Suns FC
- Revengers FC
- Foresters Mont Fleuri FC
- Red Star Defence Forces
- Au Cap FC - Promu de D2
- Côte d'Or FC
- The Lions Cascades FC

## Compétition

### Classement
Le classement est établi sur le barème de points classique (victoire à 3 points, match nul à 1, défaite à 0).
| Rang | Équipe                   | Pts | J  | G  | N | P  | Bp | Bc | Diff |
| ---- | ------------------------ | --- | -- | -- | - | -- | -- | -- | ---- |
| 1    | Côte d'Or FC             | 50  | 22 | 15 | 5 | 2  | 60 | 22 | +38  |
| 2    | Red Star Defence Forces  | 49  | 22 | 14 | 7 | 1  | 51 | 21 | +30  |
| 3    | Light Stars FC           | 48  | 22 | 15 | 3 | 4  | 41 | 21 | +20  |
| 4    | Saint-Louis Suns FCT     | 40  | 22 | 11 | 7 | 4  | 44 | 23 | +21  |
| 5    | Saint Michel United      | 39  | 22 | 12 | 3 | 7  | 53 | 27 | +26  |
| 6    | La Passe FC              | 36  | 22 | 10 | 6 | 6  | 41 | 34 | +7   |
| 7    | Foresters Mont Fleuri FC | 28  | 22 | 7  | 7 | 8  | 28 | 27 | +1   |
| 8    | Anse Réunion FC          | 23  | 22 | 7  | 2 | 13 | 32 | 41 | -9   |
| 9    | Revengers FC             | 17  | 22 | 4  | 5 | 13 | 28 | 60 | -32  |
| 10   | Northern Dynamo          | 15  | 22 | 4  | 3 | 15 | 31 | 56 | -25  |
| 11   | Au Cap FCP               | 15  | 22 | 4  | 3 | 15 | 25 | 59 | -34  |
| 12   | The Lions Cascades FC    | 10  | 22 | 3  | 1 | 18 | 15 | 58 | -43  |

| Légende : Qualifications et relégations | Légende : Qualifications et relégations                       |
| --------------------------------------- | ------------------------------------------------------------- |
|                                         | Qualification pour la Ligue des champions de la CAF 2018-2019 |
|                                         | Qualification pour la Ligue des champions de la CAF 2019-2020 |
|                                         | Qualification pour la Coupe de la confédération 2018-2019     |
|                                         | Participation au barrage de promotion-relégation              |
|                                         | Relégation directe en deuxième division                       |
|                                         | T : Tenant du titre P : Promu de deuxième division            |

### Barrage de promotion-relégation
Le 11e de First Division affronte le vice-champion de Division Two pour déterminer le club disputant le championnat la saison prochaine. Le barrage se déroule sous forme d'un match unique.
| Équipe 1  | Résultat | Équipe 2           |
| --------- | -------- | ------------------ |
| Au Cap FC | 2 - 1    | (D2) Real Maldives |

- Les deux clubs se maintiennent au sein de leur championnat respectif.

## Bilan de la saison
| Championnat des Seychelles de football 2018 |                         |
| Champion                                    | Côte d'Or FC (3e titre) |
| Coupes et trophées                          |                         |
| Vainqueur de la Coupe des Seychelles 2018   | Non disputée            |
| Qualifications continentales                |                         |
| Ligue des champions de la CAF 2018-2019     | Light Stars FC          |
| Ligue des champions de la CAF 2019-2020     | Côte d'Or FC            |
| Coupe de la confédération 2018-2019         | Northern Dynamo         |
| Promotions et relégations                   |                         |
| Promus en Barclays First Division           | Victoria City AC        |
| Relégués en Division Two                    | The Lions Cascades FC   |